# 张呈栋
张呈栋（1989年2月9日—），河北保定人，是中国足球运动员，司职右后卫，右边前卫，前锋。曾经是中国国青队主力前锋。现在效力于中國超級足球聯賽球队青島西海岸。

## 俱乐部生涯
张呈栋在辽宁足球学校出道，2004年曾经代表中国入选AC米兰青训营。
2006年5月21日，17岁的张呈栋在辽宁队0-5输给山东鲁能的比赛中以首发球员的身份完成自己的中超首秀。此后三个赛季张呈栋一直在辽宁队效力，获得9次中超出场机会，也入选了中国国青队，被誉为辽宁队的未来之星。
2009年初，刚刚降级的辽宁足球俱乐部要求所属球员签订薪水极低的长期合约，引起球员不满，最终张呈栋和队友卜鑫两名球员拒绝和球队签约并离开辽宁队。张呈栋希望效仿周海滨、冯潇霆、戴琳等球员自由转会至海外效力。2009年7月，张呈栋接受葡萄牙足球超级联赛劲旅本菲卡邀请前往试训，但最终没有留下。张呈栋回国代表河北队参加全运会足球比赛。
2009年9月，张呈栋再次前往葡萄牙，以自由球员身份加盟葡萄牙足球乙级联赛球队馬夫拉签下两年合约。10月25日，张呈栋在马夫拉客场1比0击败埃雷特里克的比赛中替补队中另一名中国球员于大宝出场，完成自己在葡萄牙联赛的首秀。11月22日，他在葡萄牙杯中打进自己加盟马夫拉队后的首个进球，帮助球队淘汰对手晋级。2010年1月20日，张呈栋在葡萄牙杯1/8决赛客场对阵葡萄牙豪门士砵亭的比赛中上演帽子戏法，但球队仍然以3比4的比分在杯赛中出局。3月，中国国家队在葡萄牙与葡萄牙国家队进行友谊赛，临时召入了张呈栋和王刚两名在葡萄牙联赛效力的球员。
2010年8月，张呈栋正式以租借方式加盟葡超球队利亞拿效力一个赛季，合同期限至2011年5月。
2010-11赛季葡超联赛首轮，雷利亚客场0-0战平升班马贝拉马尔，张呈栋在下半场81分钟获得出场机会，他也成为了历史上第一位在葡超联赛亮相的中国球员。
2010-11赛季葡超联赛第7轮，利亞拿主场对阵科英布拉大学，最终利亞拿2-1取胜。张呈栋第74分钟替补出场，在第88分钟打进绝杀一球，成为葡超联赛中国球员进球第一人。
2011年7月，张呈栋和此前另一名中国球员王刚曾効力的贝拉马尔正式签订了一份为期一年的租借合同，并有20万欧元的优先续约权。
2012年8月23日，德国足球乙级联赛球队布伦瑞克宣布租借张呈栋一年。
2013年7月22日，中國足球超級聯賽球隊北京國安宣佈與張呈棟簽約。2015年7月22日，北京國安官方宣佈張呈棟加盟華歷簡奴。

## 国家队生涯
2010年3月3日，张呈栋在中国国家队和葡萄牙队的友谊赛中首次代表国家队出场，但这场比赛因为换人次数不符合国际足联规定，并没有被当做正式比赛（即A级赛）。2011年10月6日，中国2比1击败阿联酋的友谊赛是张呈栋代表国家队的首场国际A级赛。